# سیارک ۱۸۰۵۹
سیارک ۱۸۰۵۹ (به انگلیسی: 18059 Cavalieri، نامگذاری:1999XL137) هجده هزار و پنجاه و نهمین سیارک کشف شده‌است که در ۱۵ دسامبر ۱۹۹۹ کشف شد.
قدر مطلق سیارک برابر ۱۲٫۱۰ است.